# Vasdavidius concursus
Vasdavidius concursus es un hemíptero de la familia Aleyrodidae, subfamilia: Aleyrodinae.
Fue descrita científicamente por Ko in Ko, Wu & Chou en 1998.